# Domesmont
Domesmont település Franciaországban, Somme megyében. Lakosainak száma 44 fő (2022. január 1.). Domesmont Bernaville, Épécamps, Lanches-Saint-Hilaire és Ribeaucourt községekkel határos.

## Népesség
A település népességének változása:
| Lakosok száma | 49   | 52   | 45   | 42   | 43   | 43   | 44   | 44   |
|               | 2013 | 2015 | 2017 | 2018 | 2019 | 2020 | 2021 | 2022 |